# George Wyatt Truscott

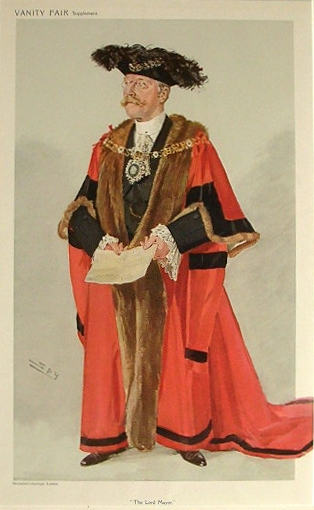
Sir George Wyatt Truscott, in einer Karikatur von Spy in der Zeitschrift Vanity Fair vom 4. November 1908

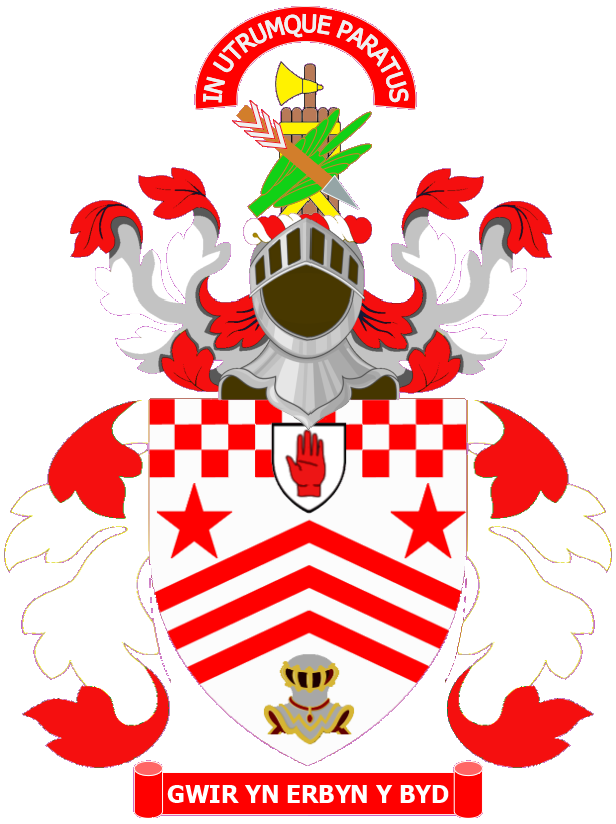
Wappen des Sir George Truscott, 1. Baronet

Sir George Wyatt Truscott, 1. Baronet Kt (* 9. Oktober 1857; † 16. April 1941) war ein britischer Politiker, der unter anderem von 1908 bis 1909 Lord Mayor of London war.

## Leben
George Wyatt Truscott war der zweite von drei Söhnen von Sir Francis Wyatt Truscott, der zwischen 1879 und 1880 ebenfalls Lord Mayor of London war, und dessen Ehefrau Eliza Freeman. Seine einzige Schwester Louisa Edith Truscott war die Ehefrau von Sir Homewood Crawford, der unter anderem Solicitor der City of London Corporation sowie von 1907 bis 1924 Präsident der National and Local Government Officers’ Association (NALGO) war, des Verbandes der nationalen und lokalen Regierungsbeamten. Er selbst trat nach dem Besuch privater Schulen in Paris als Kaufmann und Geschäftsführer in das Familienunternehmen Brown, Knight and Truscott Ltd. ein und war Mitglied der Gilde der Papiermacher und Zeitungsverleger (Worshipful Company of Stationers and Newspaper Makers), eine der Livery Companies der City of London.
Seine politische Laufbahn begann Truscott 1882 als Mitglied des Rates der Einwohner (Court of Common Council) und wurde damit Mitglied der City of London Corporation. Nach dem Tode seines Vaters wurde er 1895 als dessen Nachfolger Mitglied des Londoner Stadtrates (Court of Aldermen) und vertrat in diesem bis zu seinem Tode 1941 das Ward Dowgate. Er bekleidete auch das Amt als Lieutenant of the City of London. Des Weiteren wurde er für den Zeitraum von Oktober 1902 bis September 1903 für die Livery Companies als Sheriff der City of London zu einem der beiden Assistenten des Lord Mayor gewählt und für seine Verdienste am 18. Dezember 1902 zum Knight Bachelor (Kt) geschlagen, so dass er fortan das Prädikat „Sir“ trug. Außerdem wurde ihm 1902 die King Edward VII Coronation Medal verliehen.
Im November 1908 übernahm er als Nachfolger von Sir John Charles Bell das Amt als Lord Mayor of London und war damit bis zu seiner Ablösung durch Sir John Knill im November 1909 Lord Mayor der City of London. Am 16. Juli 1909 wurde ihm in der Baronetage of the United Kingdom der erbliche Adelstitel Baronet, of Oakleigh in the Parish of East Grinstead in the County of Sussex, verliehen. Er war Mitglied der Commission of Lieutenancy, Vorsitzender des Aufsichtsrates des City of London Mental Hospital, Gouverneur des St Bartholomew’s Hospital, des St Thomas’ Hospital, des Christ’s Hospital sowie des Bethlem Royal Hospital. 
1937 wurde ihm die Ehrenbürgerschaft (Freedom of the City) verliehen. Er wurde ferner Träger des Großkreuzes des schwedischen Wasaordens und des russischen Sankt-Stanislaus-Ordens sowie Großoffizier des japanischen Orden der Aufgehenden Sonne, Offizier des belgischen Leopoldsordens und Ritter der französischen Ehrenlegion.
Aus seiner am 26. Oktober 1889 geschlossenen Ehe mit Jessie Guthrie Stanham gingen zwei Töchter und zwei Söhne hervor. Sein ältester Sohn Lieutenant Francis George Truscott fiel während des Ersten Weltkrieges am 6. April 1917. Sein zweitältester Sohn Eric Homewood Stanham Truscott (1898–1973) erbte nach seinem Tod am 16. April 1941 den Titel als 2. Baronet.